# Атерики
Атерики (лат. Aterica) — род бабочек из семейства нимфалиды (Nymphalidae) и подсемейства ленточники и пеструшки (Limenitinae). Виды этого рода распространены на Африканском континенте и острове Мадагаскар. Размах крыльев 45-60 мм. Эти бабочки живут в лесах, где личинки развиваются на растениях семейства Combretaceae.

## Виды и подвиды
- Aterica galene (Brown, 1776) — Центральная и Восточная Африка
  - A. g. extensa Heron, 1909 —
  - A. g. galene — западная Кения, Уганда, от запада Танзании до Заира, Ангола, Камерун, Сенегал
  - A. g. incisa Rothschild & Jordan, 1903 — Эфиопия
  - A. g. theophane Hopffer, 1855 — от Кении до Мозамбика, Родезия, Малави
- Aterica rabena Boisduval, 1833 — Мадагаскар